# Jonna Mendes
Jonna Mendes nació el 31 de marzo de 1979 en Santa Cruz (Estados Unidos), es una esquiadora retirada que ganó 1 Medalla en el Campeonato del Mundo (1 de bronce).

## Resultados

### Juegos Olímpicos de Invierno
- 1998 en Nagano, Japón
  - Combinada: 14.ª
  - Descenso: 17.ª
  - Super Gigante: 32.ª
- 2002 en Salt Lake City, Estados Unidos
  - Descenso: 11.ª
  - Super Gigante: 16.ª

### Campeonatos Mundiales
- 1999 en Vail, Estados Unidos
  - Combinada: 10.ª
  - Descenso: 25.ª
  - Super Gigante: 26.ª
- 2001 en Sankt Anton am Arlberg, Austria
  - Combinada: 9.ª
  - Super Gigante: 18.ª
  - Descenso: 20.ª
- 2003 en St. Moritz, Suiza
  - Super Gigante: 3.ª
  - Descenso: 6.ª
- 2005 en Bormio, Italia
  - Descenso: 12.ª

### Copa del Mundo

#### Clasificación General Copa del Mundo
- 1997-1998: 105.ª
- 1998-1999: 77.ª
- 1999-2000: 65.ª
- 2000-2001: 37.ª
- 2001-2002: 67.ª
- 2002-2003: 25.ª
- 2003-2004: 64.ª
- 2004-2005: 64.ª
- 2005-2006: 100.ª